# Gleb av Kiev
Gleb av Kiev, född okänt år, död 1171, var en monark (storfurste) av Kiev mellan 1169 och 1171. 